# Kristie Kenney

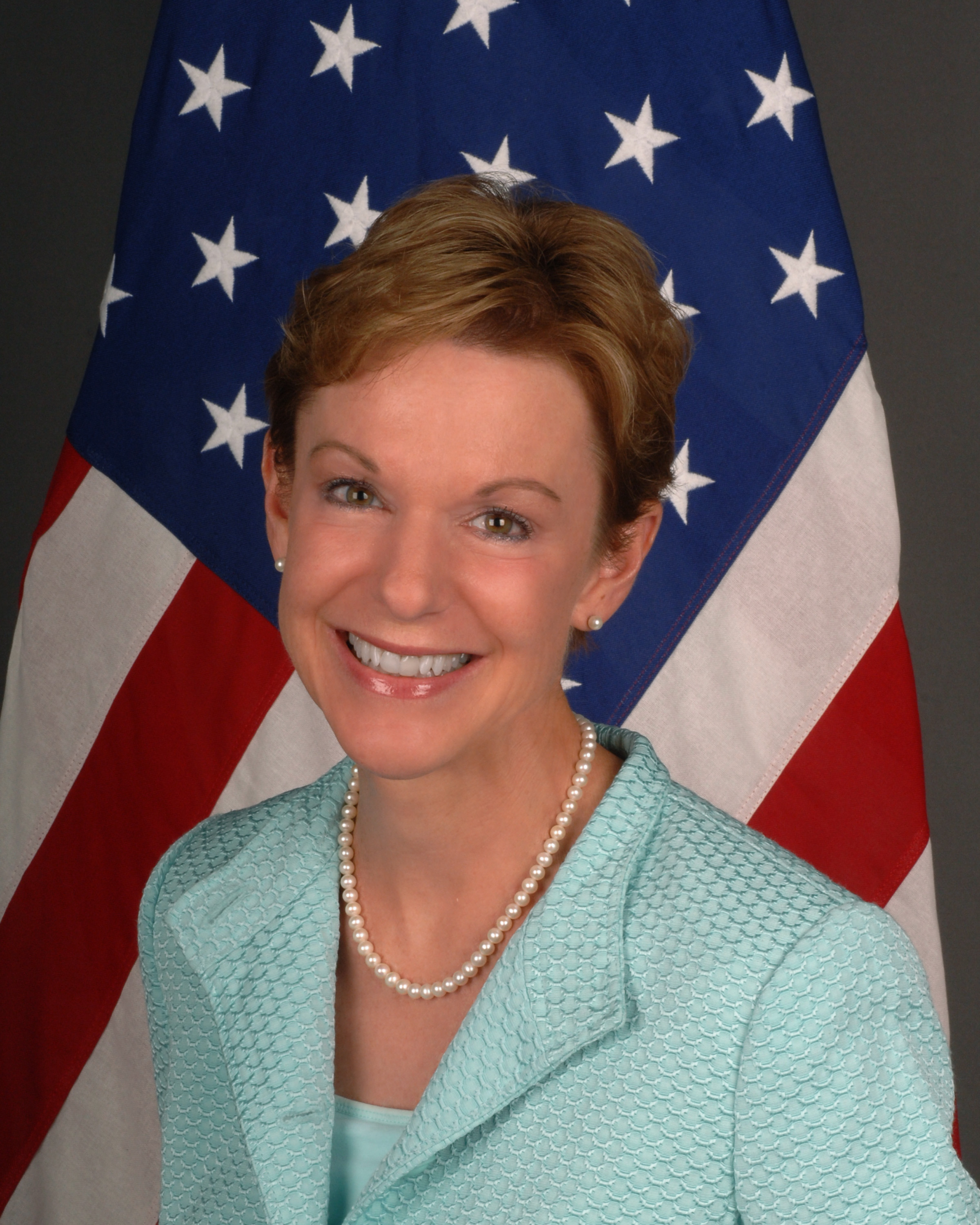
Kristie Kenney.

Kristie Kenney Anne (24 de maio de 1955, Washington, D.C.) é a conselheira do Departamento de Estado dos Estados Unidos e embaixadora no Serviço Exterior dos Estados Unidos. Ela foi anteriormente embaixadora dos Estados Unidos na República do Equador, nas Filipinas e na Tailândia, sendo a primeira mulher embaixadora dos Estados Unidos nestes dois últmos países.
Kenney tem um mestrado em estudos latino-americanos pela Universidade de Tulane e um grau de bacharel em ciência política pela Universidade de Clemson.